# Basantpur (Parsa)
Basantpur (nep. बसन्तपुर) – gaun wikas samiti w środkowej części Nepalu w strefie Narajani w dystrykcie Parsa. Według nepalskiego spisu powszechnego z 2001 roku liczył on 1004 gospodarstw domowych i 6641 mieszkańców (3184 kobiet i 3457 mężczyzn).